# Одні
«Одні» — радянський короткометражний художній фільм 1966 року за однойменною повістю Василя Шукшина, знятий на кіностудії «Мосфільм».

## Сюжет
Сорок років прожили в шлюбі прості сільські люди Антип і Марфа, дванадцять дітей підняли, шістьох забрала війна, але тепер в будинку вони одні. Марфа — сувора, господарська жінка, Антип — чоловік працьовитий, колгоспний шорник, майстерний у своїй справі, зрідка бере в руки балалайку — єдину віддушину в трудові будні Антипа і … єдиний предмет ревнощів суворої Марфи. За балалайку, яка, на думку Марфи, тільки віднімає у чоловіка час, Антипові і доведеться настраждатися і натерпітися, і не від ворогів, а від односельчан, родичів і власної дружини …

## У ролях
- Павло Кормунін —  Антип
- Марія Виноградова —  Марфа
- Олена Вольська — дружина Устина
- А. Заботін — епізод
- І. Заботін — епізод
- Іван Косих — епізод
- В. Трифонов — епізод
- Микола Юдін — візник
- Георгій Шаповалов — епізод

Музичний консультант фільму і виконавець на балалайці — балалаєчник-віртуоз Михайло Рожков.

## Знімальна група
- Режисери — Леонід Головня, Олександр Сурін
- Сценаристи — Леонід Головня, Олександр Сурін
- Оператори — Михайло Коропцов, Михайло Суслов
- Композитор — Олексій Муравльов
- Художник — Наталія Мєшкова